# Ortodonzia neuromuscolare
L'ortodonzia neuromuscolare è un approccio all’interno dell’ortodonzia che integra i principi dell’odontoiatria neuromuscolare. Si concentra sulla relazione armoniosa tra i denti, le articolazioni temporo-mandibolari e il sistema neuromuscolare, con l’obiettivo di ottenere una occlusione funzionale ottimale.

## Panoramica
L’ortodonzia tradizionale si focalizza principalmente sull’allineamento dei denti e sulla correzione delle malocclusioni basate sulle relazioni dentali e scheletriche. Al contrario, l’ortodonzia neuromuscolare considera l’interazione dinamica tra i muscoli masticatori, le articolazioni temporo-mandibolari e l’occlusione dentale. L’obiettivo è posizionare la mandibola in modo da promuovere l’equilibrio muscolare e la stabilità articolare, potenzialmente riducendo i sintomi associati ai disturbi temporo-mandibolari (DTM) e migliorando la funzione generale.

## Strumenti Diagnostici e Tecniche
I professionisti dell’ortodonzia neuromuscolare utilizzano diverse modalità diagnostiche per valutare e determinare una posizione mandibolare fisiologicamente ottimale:
- Elettromiografia di superficie (sEMG): misura l’attività elettrica dei muscoli masticatori per valutarne la funzione e rilevare squilibri.
- Scansione mandibolare computerizzata (CMS): traccia il movimento della mandibola per analizzare i modelli funzionali durante la masticazione e il linguaggio.
- Stimolazione nervosa elettrica transcutanea (TENS): applica stimolazioni elettriche a bassa frequenza per rilassare i muscoli masticatori, aiutando a determinare la posizione di riposo della mandibola.
- Elettrosonografia (ESG) o analisi delle vibrazioni articolari (JVA): valuta suoni o vibrazioni nelle articolazioni temporo-mandibolari per rilevare anomalie.

Questi strumenti aiutano i clinici a identificare discrepanze tra l’occlusione abituale e quella neuromuscolarmente bilanciata, guidando la pianificazione del trattamento.

## Applicazioni Cliniche
L’ortodonzia neuromuscolare viene applicata nei casi in cui i pazienti presentano:
- Disturbi temporo-mandibolari (DTM)
- Dolori miofasciali o cefalee croniche legate a problemi occlusali
- Squilibri posturali correlati alla posizione mandibolare
- Malocclusioni complesse che richiedono un approccio funzionale oltre alle considerazioni dentali e scheletriche

Affrontando i componenti neuromuscolari, questo approccio mira a migliorare i risultati del trattamento e la stabilità a lungo termine.